# Café Resi

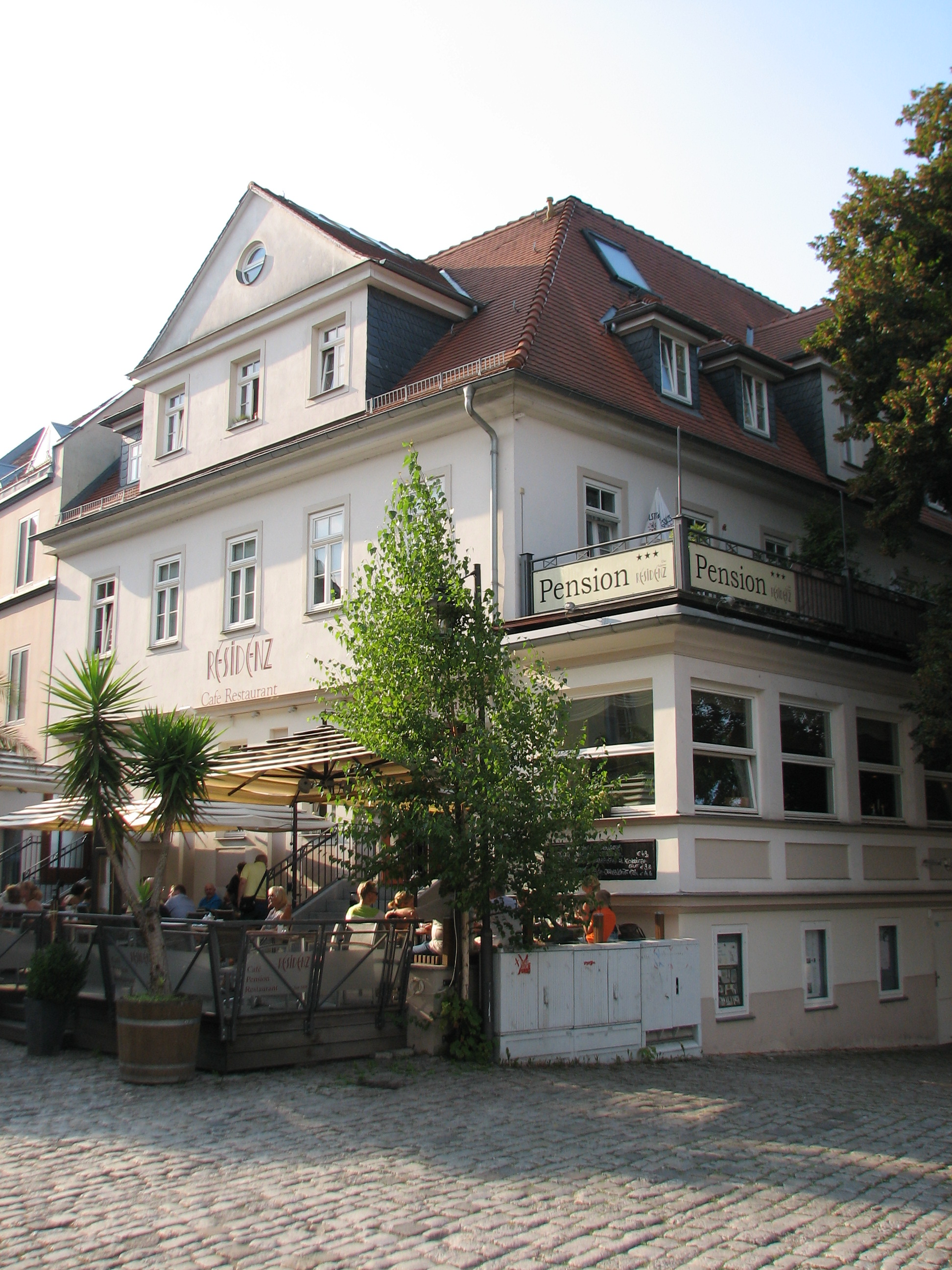
Das Residenz-Café in Weimar – kurz Resi genannt – im September 2016

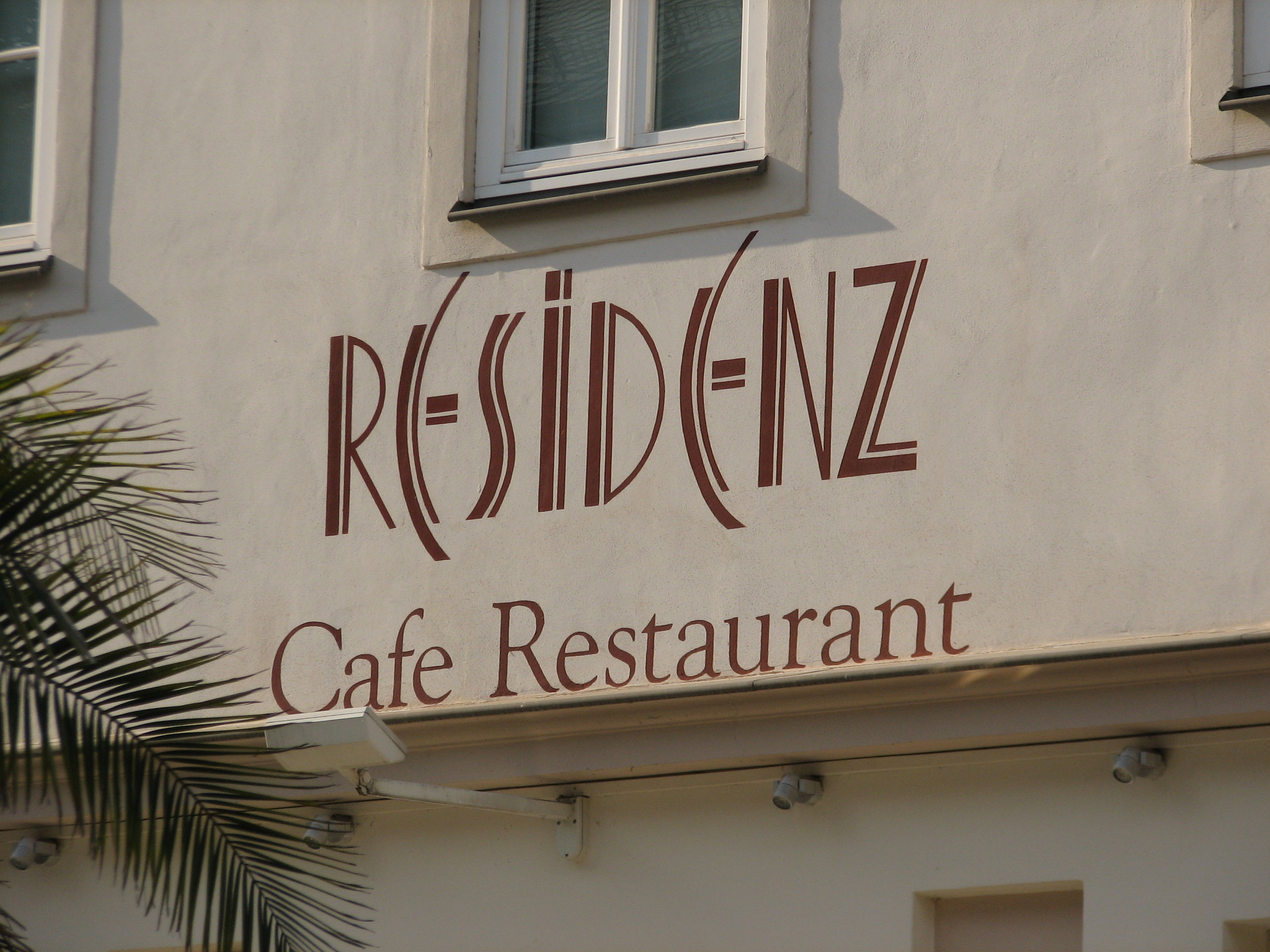
Detail-Aufnahme

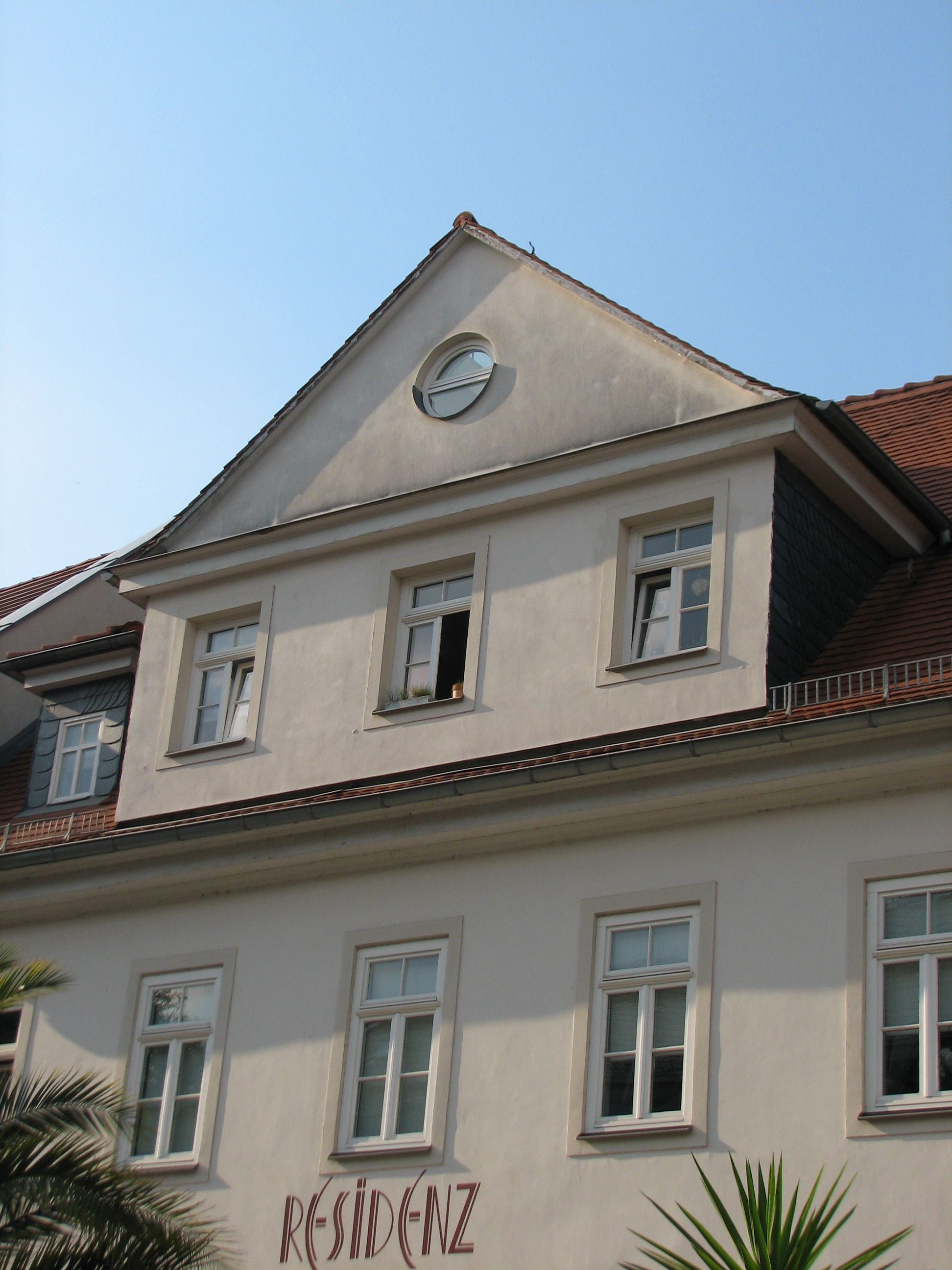
Die Dach-Etage des Resi

Das Residenz-Café in Weimar – auch Café Resi oder das Resi genannt – ist Weimars ältestes bestehendes Kaffeehaus am Grünen Markt 4.

## Geschichte
Der Hofkonditormeister August Emil Theodor Ißleib eröffnete das Kaffeehaus am 7. November 1839 am Grünen Markt. Johann Wolfgang von Goethe hatte seine erste Weimarer Wohnung von 1776 bis 1777 im benachbarten Gebäude Burgplatz 1. Sein damaliges Wohnzimmer gehört dank Wanddurchbruch heute als „Goethe-Zimmer“ zum Kaffeehaus.
August Ißleib übte zusätzlich seine Tätigkeit als Hofkonditormeister des Großherzoglichen Hauses aus. Auch bestand die Vereinbarung zwischen dem Residenz-Café und dem Hof, dass die Soldaten der neuen Hauptwache, sobald die Kälte 10 °C erreicht hatte, mit Warmbier zu versorgen waren. Nach dem Tod von August Ißleib übernahm sein Sohn Karl Wilhelm Gustav das väterliche Geschäft. Das zu jener Zeit im Wiener Stil eingerichtete Kaffeehaus war Treffpunkt der Künstlerschaft Weimars.
Nach Ißleibs Tod gab es folgende Betreiber:
- 1886: Konditormeister J. M. Bauer
- 1887–1893: Hofkonditormeister Bertram Oberdörster
- 1894: Konditormeister Brinkmeier
- 1895–1902: Konditormeister Eduart Kämpf
- 1903–1905: Konditormeister Paul Kaiser
- 1906–1945: Konditormeister Alfred Schmidt

Am 8. Januar 1906 übernahm Konditormeister Alfred Schmidt das Residenz-Café, das er – fast 40 Jahre lang – bis 1945 führte. In seiner Zeit wurde das Residenz-Café mehrfach umgestaltet und verschönert. Zunächst wurde die Erweiterung mit dem „Wintergarten“ geschaffen, woraus sich für das Obergeschoss eine Terrasse ergab; dabei wurden die Räume der oberen Etage im Biedermeierstil originalgetreu eingerichtet. Die Terrasse vor dem Eingang wurde neu gestaltet. Das Residenz-Café erlebte seine Blütezeit.
Als Alfred Schmidt im Sommer 1945 starb, wurde vorübergehend ein Verwalter für das Residenz-Café eingesetzt. Am 31. Dezember 1948 wurde das Café durch Konditormeister Amse als „Haus Resi“ wiedereröffnet; 1949 wurde es als „volkseigener Betrieb“ von der HO übernommen.
Die HO behielt den Namen „Resi“ bei und ließ es zu Anfang der 1960er-Jahre renovieren und zum „Lesecafé“ mit „in- und ausländischen Zeitungen, Zeitschriften und Büchern“ umgestalten. Ende der 1960er-Jahre wurde es völlig umgebaut, dabei ging die ursprüngliche Einrichtung verloren. In den 1960er bis 1980er Jahren war das „Resi“ das Stammlokal vieler Studenten der Musikhochschule und der Hochschule für Architektur und Bauwesen, zahlreiche Faschingsveranstaltungen aus dieser Zeit prägen bis heute die Erinnerung.
Die Auflösung der HO im Juni 1991 bedeutete auch das Ende des Café „Resi“: Es wurde im Juni 1991 geschlossen. 1992 wurde das Haus saniert und neu gestaltet, am 5. Oktober 1992 wurde es unter seinem ursprünglichen Namen „Residenz-Café“ wieder eröffnet und seitdem von einer Betreibergesellschaft aus Würzburg geführt.

## Pension Kleine Residenz

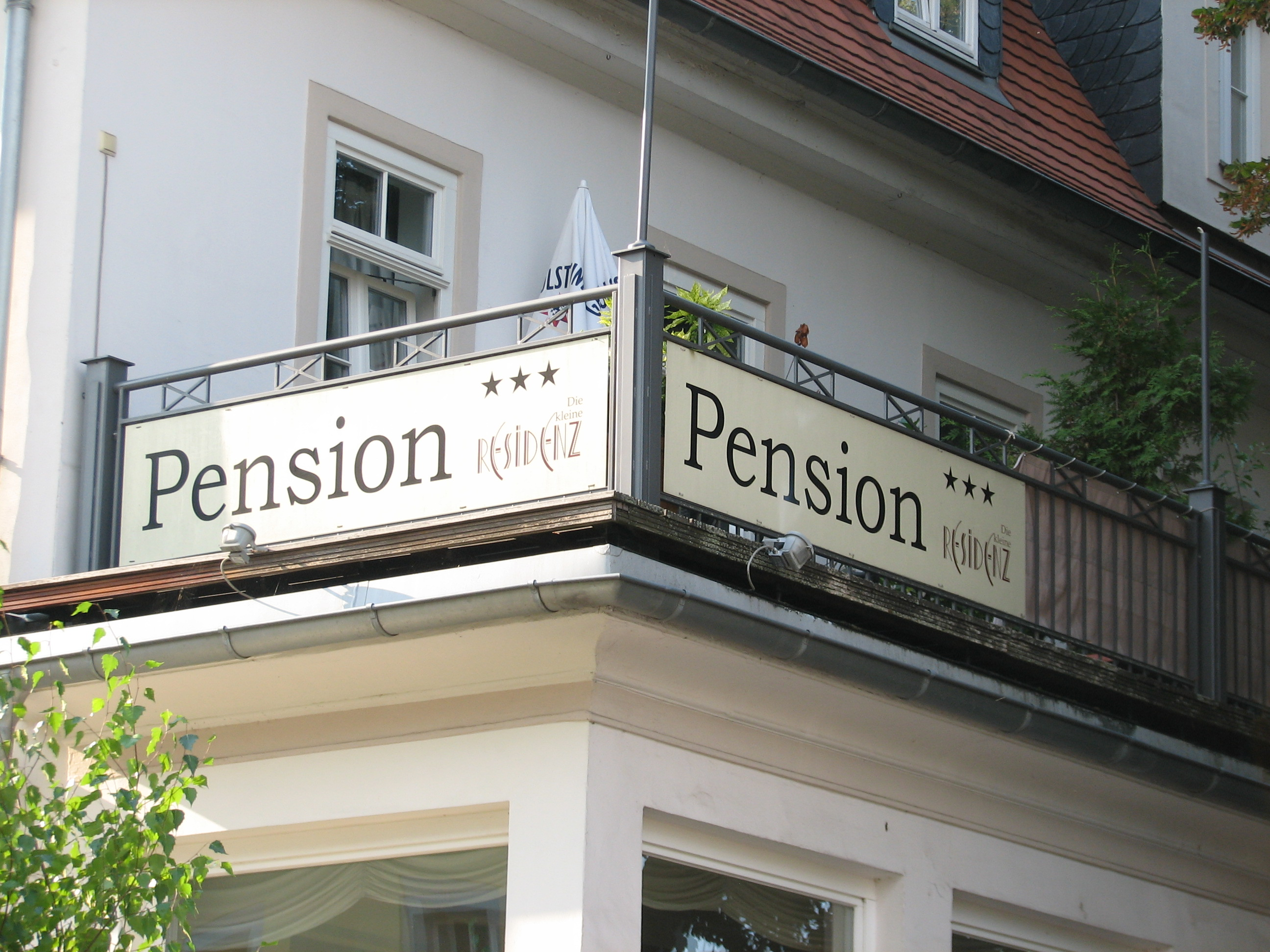
Direkt über dem Residenz-Café: Die zugehörige Pension Kleine Residenz

Seit August 2006 gibt es über dem Café die zugehörige 3-Sterne-Pension namens Kleine Residenz.